# Michael Silberbauer
Michael Silberbauer (Støvring, 7 de julho de 1981) é um ex-futebolista dinamarquês que atuava como meia.
No total, jogou 25 partidas pela seleção nacional principal e marcou um gol.